# Détection de fuite
La détection de fuite ou contrôle d’étanchéité est une des disciplines qui fait partie des techniques de contrôle non destructif. De multiples produits font appel à des techniques de détection, de mesure et de localisation de fuite soit parce que le fluide que l’on essaye de confiner à l’intérieur ou à l’extérieur d’une enveloppe est cher, disponible en quantité limitée, dangereux, toxique, nuisible à l’environnement, capable de causer des dégâts autour du point de fuite, ou a pour but la transformation d'une atmosphère pour la préservation d'un contenu ou la réduction d'un risque.
Aux méthodes non destructives par gaz traceur peuvent s'ajouter des méthodes invasives par atténuation de pression, ou par mesure de débit.

## Introduction
Le flux de fuite ou taux de fuite s’exprime en différentes unités en fonction de l’application visée. En réfrigération on parlera généralement en grammes par an pour désigner la perte de liquide frigorigène en un an (par exemple : le taux de fuite limite sur une climatisation automobile est de 5 g/an). Dans d’autres on utilisera le millibar litre par seconde ou mb.l/s ou encore en atmosphère centimètre cube par seconde ou atm.cm3/s. Mais l’unité à utiliser dans le système métrique est le pascal mètre cube par seconde ou Pa.m3/s.
Dans l’industrie automobile, il a été évalué que plus de 250 à 500 tests d’étanchéité individuels étaient pratiqués pour construire un véhicule, parmi lesquels on trouve : les airbags et rideaux de protection (les tests les plus sophistiqués), la climatisation, le freinage, la lubrification, le refroidissement, l’échappement (pour garantir le bon fonctionnement du catalyseur), l’admission, le réservoir et l’alimentation en carburant, la batterie, l’habitacle… Tous ces tests se feront sur les composants individuels et/ou sur le système assemblé.
Dans d’autres domaines tels que celui du froid et de la climatisation les opérations préventives de contrôle d’étanchéité sont maintenant devenues obligatoires.
Dans le domaine de la conservation des aliments sous atmosphère protectrice ou non, la question de l'intégrité est également une exigence. Les méthodes invasives permettent de s'affranchir des effets de pollution progressive de l'ambiance dans la zone de test (l'hélium étant très volatil, et le CO2 plus lourd que l'air est difficile à évacuer). L'avantage des méthodes invasives pour certains équipements est la capacité à quantifier le taux de fuite et le dimensionnement métrique. Pour les méthodes à mesure de débit traversant elles peuvent être effectuées avec des gaz moins onéreux (air), mais également avec de l'hélium pour augmenter les sensibilités.
Sur les applications les plus sensibles il est nécessaire voire obligatoire que le technicien de contrôle fasse l’objet d’une accréditation.

## Méthodes

### Gaz traceur hélium
Méthode de détection de fuite à très haute sensibilité. Son principe s’appuie sur la spectrométrie de masse calée sur l'hélium.
Trois modes possibles : aspersion (globale ou localisée), test (global) sous vide et test en reniflage (global ou localisé). Cette technique est plus généralement destinée aux applications à haute sensibilité (10-4 Pa.m3/s à 10-11 Pa.m3/s).
Les limites de sensibilité sont fonction du volume des enceintes de confinement de test et de la pollution ambiante issue de la chaîne de production elle-même. Ces pollutions ont un effet sur le BIAS des capteurs.
L'hélium est un additif alimentaire autorisé.

### Gaz traceur dihydrogène
Son principe s’appuie sur un capteur électronique sensible au dihydrogène. Le gaz traceur utilisé est un mélange inoffensif de dihydrogène à 5 % et de diazote à 95 %. Deux modes de test possibles : reniflage et accumulation. Cette technique est particulièrement destinée aux applications industrielles ou de terrain (réseaux de distribution de fluides). Cette méthode est destinée aux applications dans laquelle une sensibilité moyenne (1 Pa.m3/s à 10-5 Pa.m3/s) sera requise. Compte tenu du faible coût du gaz traceur H2/N2 et de la très bonne sélectivité de certains capteurs, cette méthode trouve sa place dans de nombreuses applications en production et en maintenance/réparation.

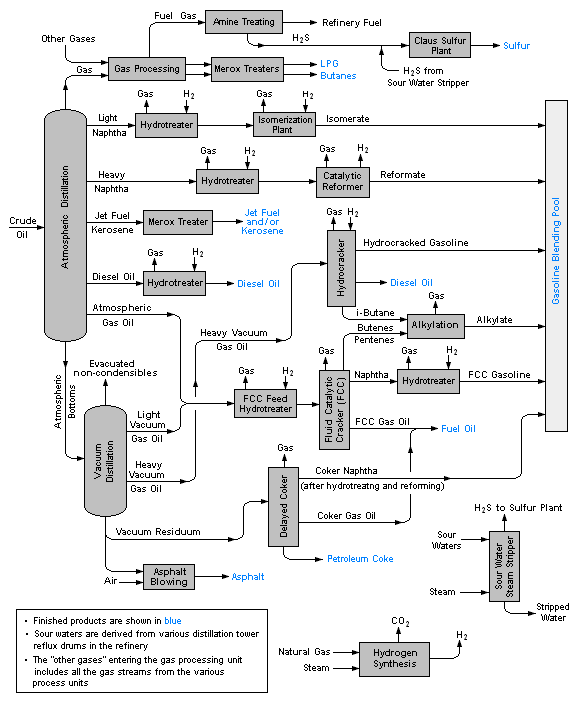
Pétrochimie : utilisation du dihydrogène.

De nombreux procédés de fabrication font appel à du dihydrogène dans une telle concentration (plus de quelques %) qu’il est possible de réaliser des opérations de contrôle d’étanchéité pendant le fonctionnement du procédé ou pendant une période de fonctionnement ralentie sans avoir à arrêter complètement l’installation pour la remplir de gaz traceur. Cette méthode a été mise en place avec succès dans l’industrie de raffinage pétrolier.
Le dihydrogène et le diazote sont des additifs alimentaires, ils peuvent être mis en contact des aliments.

### Gaz traceurs réfrigérants
Pour les applications de réfrigération et de climatisation pour lesquelles le gaz se trouve déjà à l'intérieur des composants dont on cherche à mesurer l'étanchéité. Plusieurs technologies existent dont l'utilisation d'une source infrarouge et d'un capteur mesurant l'absorption du rayonnement infrarouge par le gaz traceur.

### Gaz traceur SF6
Le SF6 est l'un des 6 types de gaz à effet de serre. Son potentiel de réchauffement global (PRG) est 23 900 fois supérieur à celui du CO2, de ce fait son utilisation en tant que gaz traceur n’est pas recommandée à moins d’assurer son recyclage à chaque intervention.

### Autres gaz traceurs
Certains gaz traceurs sont très spécifiques à certaines applications.
On peut citer le CO2 dans l'emballage alimentaire.
Les limites de sensibilité sont fonction du volume des enceintes de confinement de test et de la pollution ambiante issue de la chaîne de production elle-même. Ces pollutions ont un effet sur le BIAS des capteurs.

### Méthodes invasives

#### Méthode par modification de pression
Le principe consiste à gonfler une enceinte jusqu'à une pression déterminée, puis de stopper la source de flux tout en mesurant la variation dans le temps de cette pression. Les volumes à tester peuvent être souples ou rigides, et les systèmes de mesure de pression doivent être adaptés en termes d'échelle en fonction de la compliance du contenant. Pour que le test soit rapide, il faut que les capteurs soient dans une gamme de résolution très fine, ce qui rend le dispositif sensible aux variations de pression extérieures (acoustique).

#### Méthode par mesure de débit
Le principe consiste à gonfler une enceinte jusqu'à une pression déterminée, de maintenir cette pression et de mesurer la quantité de gaz à fournir dans le temps pour conserver cette pression. Elle est la méthode scientifique, objective et quantifiable de ce qui est pratiqué naturellement avec une bassine d'eau pour contrôler subjectivement la taille et la fréquence d'émission des bulles.

#### Méthode par électroacoustique
Permet de cibler une fuite d’eau en captant la fréquence sonore de l’eau qui s’échappe de la canalisation.il est possible de cibler une fuite d’eau alors qu’elle est totalement invisible à l’œil nu.

## Applications
Les applications principales des techniques de détection de fuite sont :
- Les systèmes de fabrication de semi-conducteurs ou circuits intégrés, d’afficheurs, de cellules photovoltaïques,
- La machine de fabrication du verre isolant (« low e »[3] : basse émissivité),
- Les dispositifs de fabrication des dispositifs d'éclairage conventionnels ou basse consommation (CCFL, LED…),
- Les dispositifs de dépôt, généralement sous vide, de couches décoratives, de couches réfléchissantes, couches dures, de couches magnétiques,
- La réalisation de filtres optiques,
- La fabrication et l'entretien de petits et grands instruments scientifiques (spectromètre, accélérateurs de particules…),
- La fabrication et la vérification de véhicules spatiaux[4]
- L'entretien d'installations de la distillation basse température sous vide,
- L'entretien de réacteurs nécessaires à l'élaboration de certains matériaux,
- L’entretien des réseaux de distribution de gaz comprimés et ses panneaux de gaz associés,
- L’entretien des réseaux de distribution d’air comprimé (taux de fuite moyen génère une perte de rendement évaluée a 30 %)
- L’entretien des échangeurs dans une centrale électrique,
- Le dispositif de refroidissement du stator de turbo-alternateur dans une centrale électrique[5],
- Les barreaux de combustible nucléaire,
- L’entretien des disjoncteurs à haute tension,
- Le montage des installations de cuisson à gaz,
- Le montage de véhicules : airbag, climatisation, suspension, injection de carburant, alimentation en carburant, réservoir de carburant, échappement[6], filtre à particule, admission d’air, jantes, circuit de freinage, circuit de lubrification, circuit hydraulique, circuit de refroidissement, habitacle.
- L’inspection et l’entretien des réservoirs d’aéronefs[7],
- L’entretien de systèmes cryogéniques,

L’entretien de réacteurs de polymérisation et de fermentation
- L’entretien d’installations chimiques ou pétrochimiques
- L’entretien des réseaux de distribution d’eau, principalement sur tuyaux PVC qui ne permettent pas l’utilisation des méthodes acoustiques,
- L’entretien des réseaux de distribution de chauffage urbain,
- L’entretien des réseaux de collecte des eaux usées,
- Le contrôle des fuites de pipelines ou Oléoduc et Aqueduc,
- La localisation précise des fuites d'eau de piscine (20 % des piscines fuient!)
- Le contrôle d’emballages alimentaires,
- Le contrôle des piles à combustible,
- Le contrôle des installations frigorifiques, de conditionnement d'air et les pompes à chaleur.
- Utilisation aussi chez le particulier. Les gens ne le savent pas,de nombreuses personnes continuent à remplacer des mètres linéaires de canalisations encastrées ou enterrées alors qu’il serait possible de cibler avec exactitude l’emplacement de leur fuite d’eau.

## Normes applicables

### Normes françaises
Voir site Cofrend
| Niveau d’accréditation | Norme applicable        | Édition      |
| ---------------------- | ----------------------- | ------------ |
| 1                      | NF EN 1330-1            | -            |
| 1                      | NF EN 13184             | -            |
| 1                      | NF EN 13185             | -            |
| 1                      | NF 1330-2               | -            |
| 1                      | NF 1330-8               | -            |
| 1                      | NF EN 1593              | -            |
| 2                      | NF EN 1330-1            | -            |
| 2                      | NF EN 1593              | -            |
| 2                      | ISO 10648-2             | -            |
| 2                      | NF EN 1779              | -            |
| 2                      | CODAP                   | Edition 2000 |
| 2                      | NF EN 13184             | -            |
| 2                      | NF EN 13625             | -            |
| 2                      | RCC-M                   | Edition 2000 |
| 2                      | NF 1330-8               | -            |
| 2                      | NF EN 13192             | -            |
| 2                      | NF EN 13185 NF EN 13185 | -            |
| 2                      | NF EN 1518              | -            |
| 3                      | NF EN 1330-1            | -            |
| 3                      | NF EN 1593              | -            |
| 3                      | NFX 43-603              | -            |
| 3                      | NF 1330-2               | -            |
| 3                      | NF EN 1779              | -            |
| 3                      | NF ISO 7504             | -            |
| 3                      | NF EN 13184             | -            |
| 3                      | NF EN 13625             | -            |
| 3                      | ISO 10648-2             | -            |
| 3                      | NF 1330-8               | -            |
| 3                      | NF EN 13192             | -            |
| 3                      | CODAP                   | Edition 2000 |
| 3                      | NF EN 13185             | -            |
| 3                      | NF EN 1518              | -            |
| 3                      | RCC-M                   | Edition 2000 |

Dans le bâtiment on trouve d’autre normes principalement liées aux réseaux de distribution d’eau et de collecte d’eau usée, contrôle d’étanchéité réseaux d’assainissement.

## Différences avec la Recherche de fuite
La détection de fuite ne doit pas être confondue avec la recherche de fuite qui est une discipline plus large du diagnostic de pathologie due à l'eau et à l'humidité dans le résidentiel.